# Never Ending Tour 2016
Never Ending Tour 2016 es el vigésimo noveno año del Never Ending Tour, una gira musical del músico estadounidense Bob Dylan realizada de forma casi ininterrumpida desde el 7 de junio de 1988.

## Trasfondo
El octavo tour de Bob Dylan por Japón se anunció a través de su página web oficial el 22 de diciembre de 2015. El tour está previsto para el mes de abril, y tendrá lugar en las principales ciudades japonesas, incluyendo Tokio y Osaka.

## Fechas
| Asia                  |               |                |                                       |                       |            |
| 4 de abril de 2016    | Tokio         | Japón          | Orchard Hall                          | —                     | —          |
| 5 de abril de 2016    | Tokio         | Japón          | Orchard Hall                          | —                     | —          |
| 6 de abril de 2016    | Tokio         | Japón          | Orchard Hall                          | —                     | —          |
| 9 de abril de 2016    | Sendai        | Japón          | Tokyo Electron Hall Miyagi            | —                     | —          |
| 11 de abril de 2016   | Osaka         | Japón          | Festival Hall                         | —                     | —          |
| 12 de abril de 2016   | Osaka         | Japón          | Festival Hall                         | —                     | —          |
| 13 de abril de 2016   | Osaka         | Japón          | Festival Hall                         | —                     | —          |
| 15 de abril de 2016   | Nagoya        | Japón          | Century Hall                          | —                     | —          |
| 18 de abril de 2016   | Tokio         | Japón          | Orchard Hall                          | —                     | —          |
| 19 de abril de 2016   | Tokio         | Japón          | Orchard Hall                          | —                     | —          |
| 25 de abril de 2016   | Tokio         | Japón          | Orchard Hall                          | —                     | —          |
| 26 de abril de 2016   | Tokio         | Japón          | Orchard Hall                          | —                     | —          |
| 28 de abril de 2016   | Yokohama      | Japón          | Pacífico Yokohama                     | —                     | —          |
| Fallen Angels Tour    |               |                |                                       |                       |            |
| 4 de junio de 2016    | Woodinville   | Estados Unidos | Chateau Ste. Michelle                 | 8581 / 8600           | $675.491   |
| 5 de junio de 2016    | Woodinville   | Estados Unidos | Chateau Ste. Michelle                 | 8581 / 8600           | $675.491   |
| 7 de junio de 2016    | Eugene        | Estados Unidos | Cuthbert Amphitheater                 | —                     | —          |
| 9 de junio de 2016    | Berkeley      | Estados Unidos | Hearst Greek Theatre                  | 9730 / 12.054         | $914.970   |
| 10 de junio de 2016   | Berkeley      | Estados Unidos | Hearst Greek Theatre                  | 9730 / 12.054         | $914.970   |
| 11 de junio de 2016   | Santa Bárbara | Estados Unidos | Santa Barbara Bowl                    | —                     | —          |
| 13 de junio de 2016   | San Diego     | Estados Unidos | Humphreys Concerts By the Bay         | —                     | —          |
| 14 de junio de 2016   | San Diego     | Estados Unidos | Humphreys Concerts By the Bay         | —                     | —          |
| 16 de junio de 2016   | Los Ángeles   | Estados Unidos | Shrine Auditorium                     | 6354 / 6354           | $676.071   |
| 19 de junio de 2016   | Morrison      | Estados Unidos | Red Rocks Amphitheatre                | —                     | —          |
| 21 de junio de 2016   | Kansas City   | Estados Unidos | Starlight Theatre                     | —                     | —          |
| 22 de junio de 2016   | Lincoln       | Estados Unidos | Pinewood Bowl Theater                 | —                     | —          |
| 24 de junio de 2016   | Highland Park | Estados Unidos | Ravinia Park                          | —                     | —          |
| 25 de junio de 2016   | Indianápolis  | Estados Unidos | Farm Bureau Insurance Lawn            | —                     | —          |
| 26 de junio de 2016   | Nashville     | Estados Unidos | Carl Black Chevy Woods Amphitheater   | —                     | —          |
| 28 de junio de 2016   | Kettering     | Estados Unidos | Fraze Pavilion                        | —                     | —          |
| 29 de junio de 2016   | Toledo        | Estados Unidos | Toledo Zoo Amphitheater               | —                     | —          |
| 30 de junio de 2016   | Lewiston      | Estados Unidos | Lewiston Artpark                      | —                     | —          |
| 2 de julio de 2016    | Lenox         | Estados Unidos | Koussevitzky Music Shed               | —                     | —          |
| 3 de julio de 2016    | Ledyard       | Estados Unidos | The Grand Theater                     | —                     | —          |
| 5 de julio de 2016    | Vienna        | Estados Unidos | Filene Center                         | —                     | —          |
| 6 de julio de 2016    | Vienna        | Estados Unidos | Filene Center                         | —                     | —          |
| 8 de julio de 2016    | Queens        | Estados Unidos | Forest Hills Stadium                  | —                     | —          |
| 9 de julio de 2016    | Bethlehem     | Estados Unidos | Sands Bethlehem Events Center         | —                     | —          |
| 10 de julio de 2016   | Atlantic City | Estados Unidos | The Borgata Events Center             | —                     | —          |
| 12 de julio de 2016   | Hopewell      | Estados Unidos | Constellation Brands Marvin Sands PAC | —                     | —          |
| 13 de julio de 2016   | Philadelphia  | Estados Unidos | Mann Center for the Performing Arts   | —                     | —          |
| 14 de julio de 2016   | Boston        | Estados Unidos | Blue Hills Bank Pavilion              | —                     | —          |
| 16 de julio de 2016   | Portland      | Estados Unidos | Thompson's Point                      | —                     | —          |
| 17 de julio de 2016   | Guilford      | Estados Unidos | Bank of New Hampshire Pavilion        | —                     | —          |
| Norte América         |               |                |                                       |                       |            |
| 7 de octubre de 2016  | Indio         | United States  | Empire Polo Club                      | —                     | —          |
| 14 de octubre de 2016 | Indio         | United States  | Empire Polo Club                      | —                     | —          |
| TOTAL                 | TOTAL         | TOTAL          | TOTAL                                 | 24,665 / 27,008 (91%) | $2,266,532 |